# Amplitude de movimento
Amplitude de movimento é o termo utilizado para descrever o grau de amplitude que uma articulação sinovial consegue atingir. É um parâmetro comumente utilizado na semiologia fisioterapêutica para avaliar funcionalmente um membro ou determinada articulação.
A ADM se destina precisamente a quantificar a mobilidade da estrutura a ser avaliada e não a qualificar, sendo que esta visa apenas evidenciar a presença de restrições ou hipermobilidade.
O método utilizado para avaliar a ADM chama-se goniometria e é aplicado pelo uso de um goniômetro, uma espécie de régua plástica com dois braços unidos centralmente por um eixo que permite a movimentação dos mesmos. No centro do dispositivo consta a inscrição em graus e conforme as extremidades da articulação se movimentam, marcações paralelas às inscrições indicam a amplitude de movimento. A goniometria pode ser realizada de maneira ativa (onde o próprio indivíduo realiza o movimento) ou passiva (onde o examinador movimenta a articulação do indivíduo) e em qualquer articulação sinovial, desde os ombros até os dedos, sendo que neste caso seria necessário o uso de um goniômetro menor, indicado para tal.